# Barres asymétriques
Pour les articles homonymes, voir Barres et Barre.
Les barres asymétriques sont l'un des quatre agrès de la gymnastique artistique féminine.

## Généralités
Les barres sont en fibre de verre avec un revêtement en bois, ou plus rarement en bois
Toutes deux larges de 2,40 m, la barre supérieure est élevée à 2,55 m du sol, la barre inférieure à 1,75 m. La distance entre les deux barres peut aller jusqu'à 1,80 m et en compétition, par dérogation elle peut être réglée en fonction de la taille de la gymnaste et de l'enchainement des éléments qu'elle doit exécuter. L'équipement est stabilisé par des câbles reliés au sol. La gymnaste ne peut enchaîner que quatre figures sur la même barre. Les enchaînements comportent au moins six éléments.
Les gymnastes effectuent des figures sur les deux barres et passent de l'une à l'autre avec des techniques de lâcher de barres.

## Gallerie

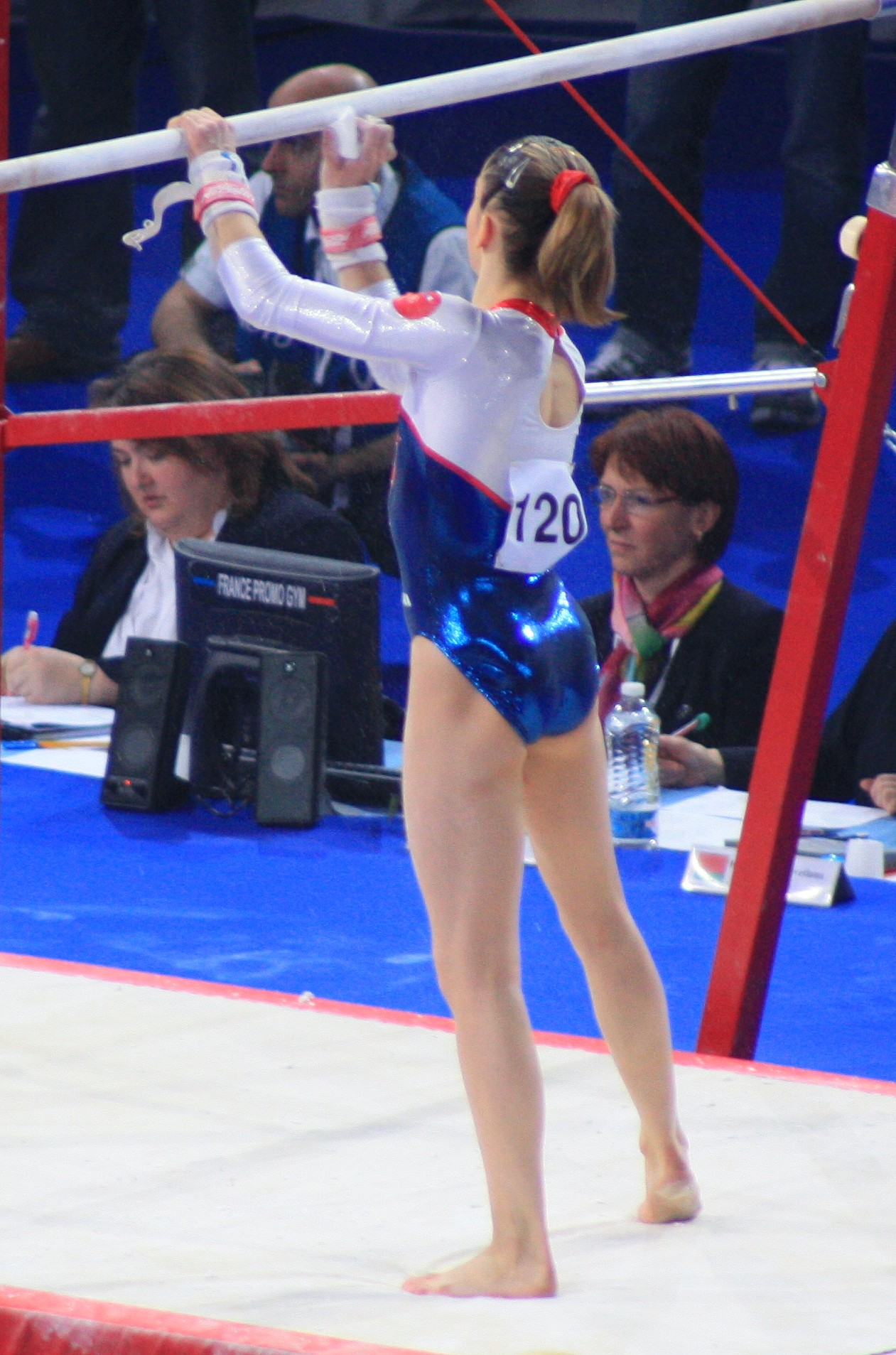
Youna Dufournet préparant sa barre avec de la magnésie.
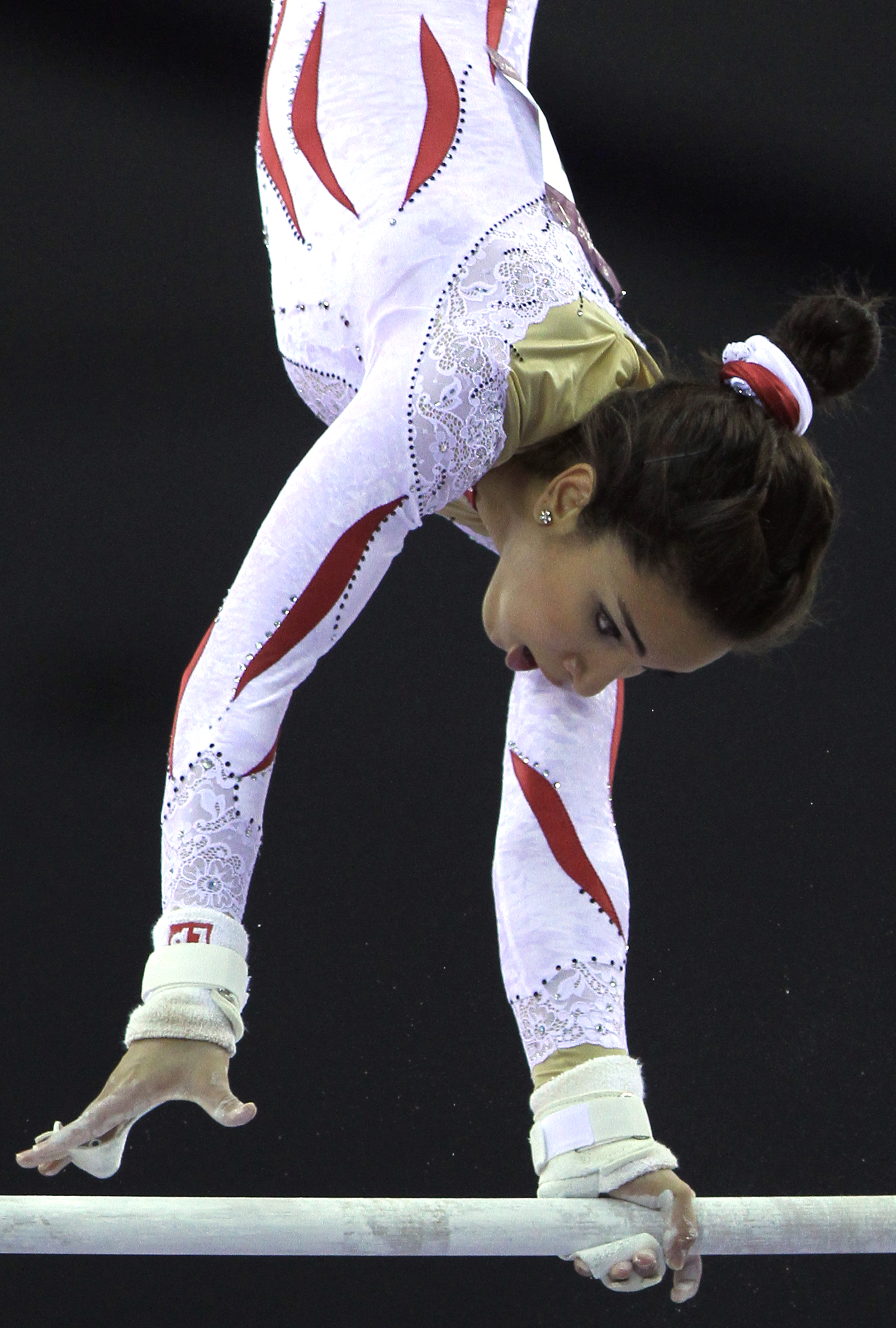
La gymnaste qatarie Shaden Wahdan en action lors des Jeux arabes de Doha.
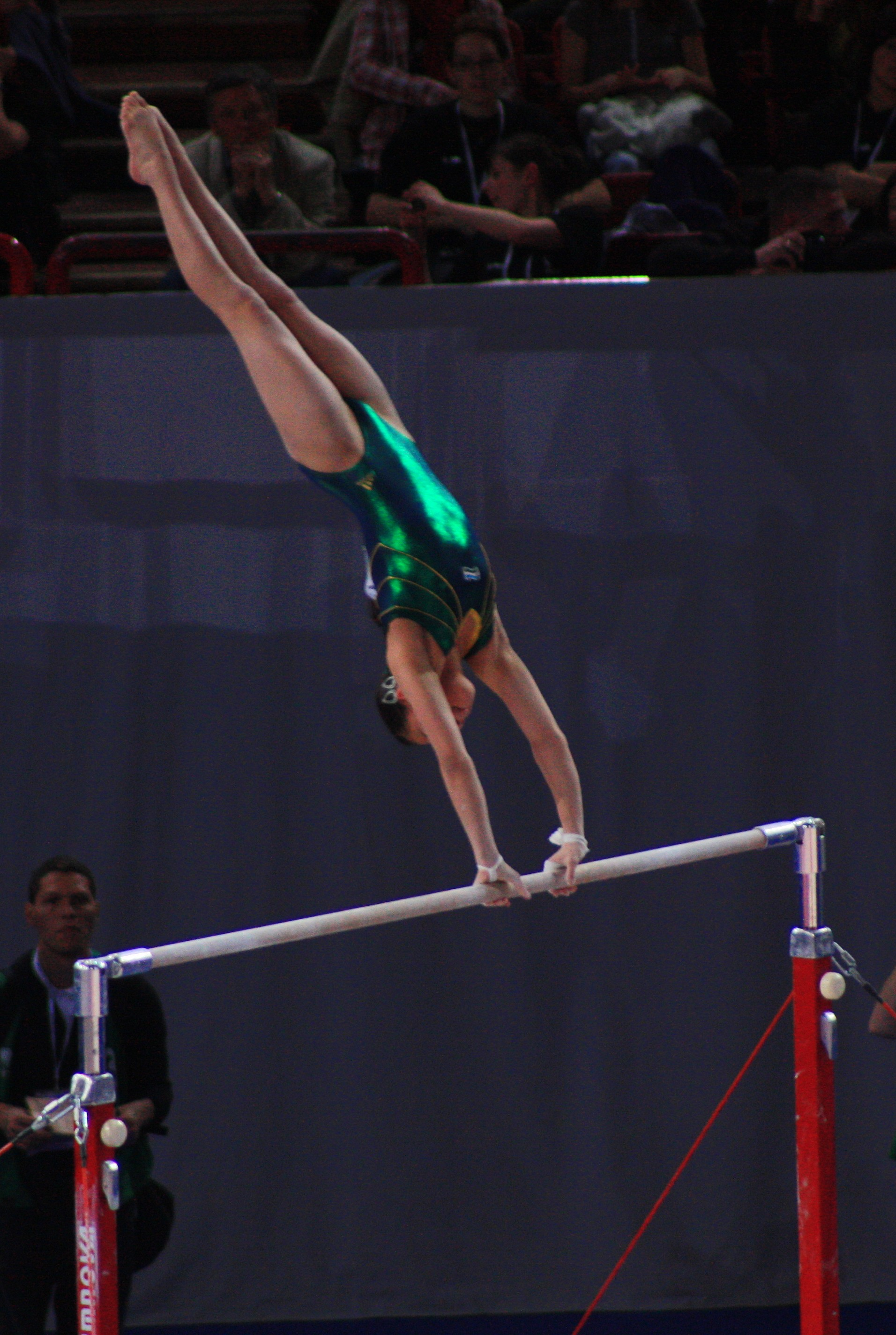
Asal Saparbaeva lors des qualifications des barres asymétriques aux 17e Internationaux de France, en 2010.
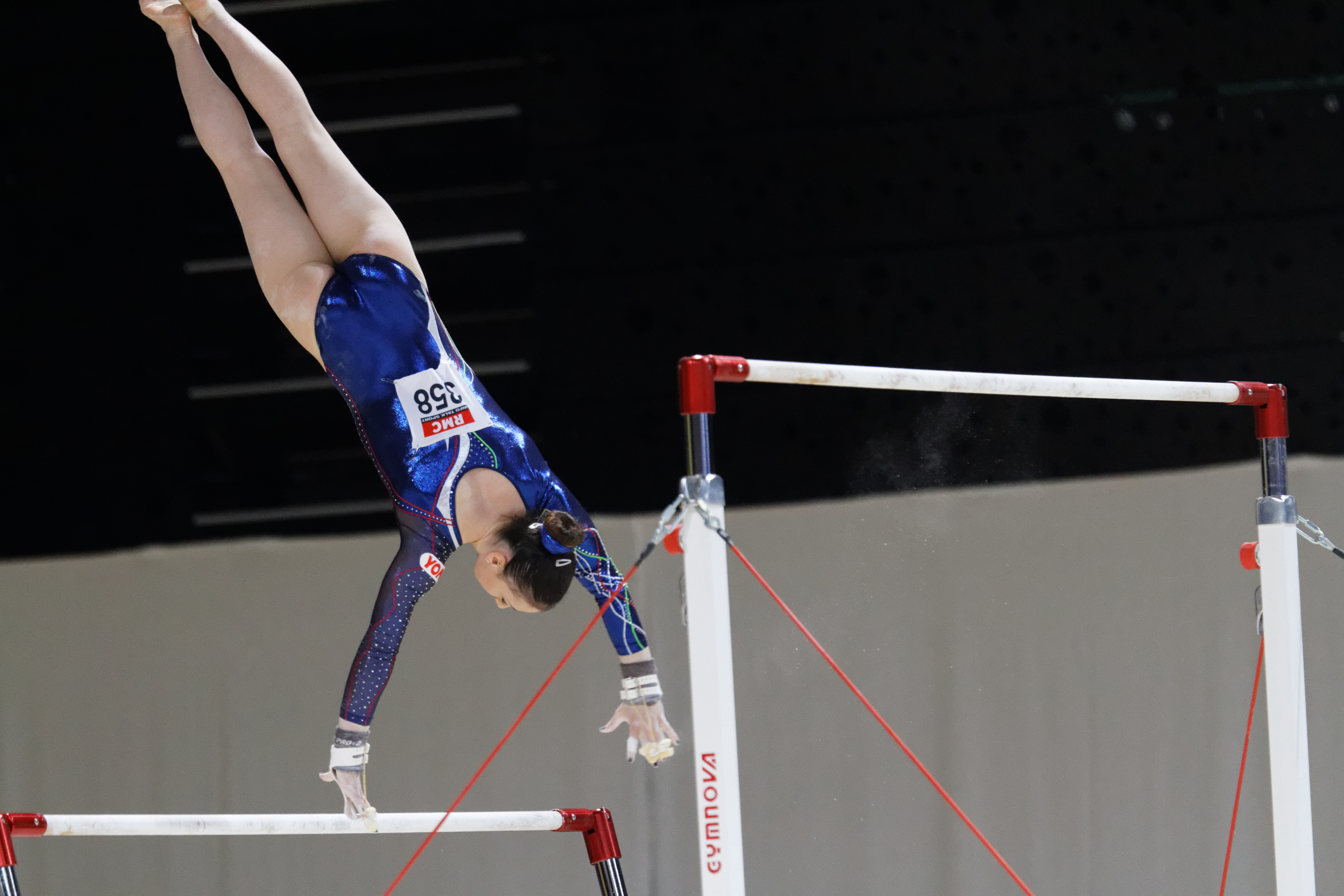
Martina Rizzelli aux Championnats d'Europe de gymnastique artistique 2015.